# Selección de fútbol sub-17 de Sudán del Sur
La Selección de fútbol sub-17 de Sudán del Sur es el equipo que representa al país en el Mundial Sub-17 y en el Campeonato Africano Sub-17; y es controlado por la Asociación de Fútbol de Sudán del Sur.

## Participaciones

### Mundial Sub-17
| Año                         | Fase           | Posición       | PJ             | PG             | PE             | PP             | GF             | GC             |
| --------------------------- | -------------- | -------------- | -------------- | -------------- | -------------- | -------------- | -------------- | -------------- |
| China 1985                  | Parte de Sudán | Parte de Sudán | Parte de Sudán | Parte de Sudán | Parte de Sudán | Parte de Sudán | Parte de Sudán | Parte de Sudán |
| Canadá 1987                 | Parte de Sudán | Parte de Sudán | Parte de Sudán | Parte de Sudán | Parte de Sudán | Parte de Sudán | Parte de Sudán | Parte de Sudán |
| Escocia 1989                | Parte de Sudán | Parte de Sudán | Parte de Sudán | Parte de Sudán | Parte de Sudán | Parte de Sudán | Parte de Sudán | Parte de Sudán |
| Italia 1991                 | Parte de Sudán | Parte de Sudán | Parte de Sudán | Parte de Sudán | Parte de Sudán | Parte de Sudán | Parte de Sudán | Parte de Sudán |
| Japón 1993                  | Parte de Sudán | Parte de Sudán | Parte de Sudán | Parte de Sudán | Parte de Sudán | Parte de Sudán | Parte de Sudán | Parte de Sudán |
| Ecuador 1995                | Parte de Sudán | Parte de Sudán | Parte de Sudán | Parte de Sudán | Parte de Sudán | Parte de Sudán | Parte de Sudán | Parte de Sudán |
| Egipto 1997                 | Parte de Sudán | Parte de Sudán | Parte de Sudán | Parte de Sudán | Parte de Sudán | Parte de Sudán | Parte de Sudán | Parte de Sudán |
| Nueva Zelanda 1999          | Parte de Sudán | Parte de Sudán | Parte de Sudán | Parte de Sudán | Parte de Sudán | Parte de Sudán | Parte de Sudán | Parte de Sudán |
| Trinidad y Tobago 2001      | Parte de Sudán | Parte de Sudán | Parte de Sudán | Parte de Sudán | Parte de Sudán | Parte de Sudán | Parte de Sudán | Parte de Sudán |
| Finlandia 2003              | Parte de Sudán | Parte de Sudán | Parte de Sudán | Parte de Sudán | Parte de Sudán | Parte de Sudán | Parte de Sudán | Parte de Sudán |
| Perú 2005                   | Parte de Sudán | Parte de Sudán | Parte de Sudán | Parte de Sudán | Parte de Sudán | Parte de Sudán | Parte de Sudán | Parte de Sudán |
| Corea del Sur 2007          | Parte de Sudán | Parte de Sudán | Parte de Sudán | Parte de Sudán | Parte de Sudán | Parte de Sudán | Parte de Sudán | Parte de Sudán |
| Nigeria 2009                | Parte de Sudán | Parte de Sudán | Parte de Sudán | Parte de Sudán | Parte de Sudán | Parte de Sudán | Parte de Sudán | Parte de Sudán |
| México 2011                 | Parte de Sudán | Parte de Sudán | Parte de Sudán | Parte de Sudán | Parte de Sudán | Parte de Sudán | Parte de Sudán | Parte de Sudán |
| Emiratos Árabes Unidos 2013 | No participó   | No participó   | No participó   | No participó   | No participó   | No participó   | No participó   | No participó   |
| Chile 2015                  | No clasificó   | No clasificó   | No clasificó   | No clasificó   | No clasificó   | No clasificó   | No clasificó   | No clasificó   |
| India 2017                  | No clasificó   | No clasificó   | No clasificó   | No clasificó   | No clasificó   | No clasificó   | No clasificó   | No clasificó   |
| Brasil 2019                 | No clasificó   | No clasificó   | No clasificó   | No clasificó   | No clasificó   | No clasificó   | No clasificó   | No clasificó   |
| 2023                        | Descalificado  | Descalificado  | Descalificado  | Descalificado  | Descalificado  | Descalificado  | Descalificado  | Descalificado  |
| Total                       | 0/19           | 0º             | 0              | 0              | 0              | 0              | 0              | 0              |

### Campeonato Africano Sub-17
| CAF U-17 Championship | CAF U-17 Championship | CAF U-17 Championship | CAF U-17 Championship | CAF U-17 Championship | CAF U-17 Championship | CAF U-17 Championship | CAF U-17 Championship |
| Año                   | Ronda                 | J                     | G                     | E                     | P                     | GF                    | GC                    |
| --------------------- | --------------------- | --------------------- | --------------------- | --------------------- | --------------------- | --------------------- | --------------------- |
| 1995                  | Parte de Sudán        | Parte de Sudán        | Parte de Sudán        | Parte de Sudán        | Parte de Sudán        | Parte de Sudán        | Parte de Sudán        |
| 1997                  | Parte de Sudán        | Parte de Sudán        | Parte de Sudán        | Parte de Sudán        | Parte de Sudán        | Parte de Sudán        | Parte de Sudán        |
| 1999                  | Parte de Sudán        | Parte de Sudán        | Parte de Sudán        | Parte de Sudán        | Parte de Sudán        | Parte de Sudán        | Parte de Sudán        |
| 2001                  | Parte de Sudán        | Parte de Sudán        | Parte de Sudán        | Parte de Sudán        | Parte de Sudán        | Parte de Sudán        | Parte de Sudán        |
| 2003                  | Parte de Sudán        | Parte de Sudán        | Parte de Sudán        | Parte de Sudán        | Parte de Sudán        | Parte de Sudán        | Parte de Sudán        |
| 2005                  | Parte de Sudán        | Parte de Sudán        | Parte de Sudán        | Parte de Sudán        | Parte de Sudán        | Parte de Sudán        | Parte de Sudán        |
| 2007                  | Parte de Sudán        | Parte de Sudán        | Parte de Sudán        | Parte de Sudán        | Parte de Sudán        | Parte de Sudán        | Parte de Sudán        |
| 2009                  | Parte de Sudán        | Parte de Sudán        | Parte de Sudán        | Parte de Sudán        | Parte de Sudán        | Parte de Sudán        | Parte de Sudán        |
| 2011                  | Parte de Sudán        | Parte de Sudán        | Parte de Sudán        | Parte de Sudán        | Parte de Sudán        | Parte de Sudán        | Parte de Sudán        |
| 2013                  | No participó          | No participó          | No participó          | No participó          | No participó          | No participó          | No participó          |
| 2015                  | No clasificó          | No clasificó          | No clasificó          | No clasificó          | No clasificó          | No clasificó          | No clasificó          |
| 2017                  | No clasificó          | No clasificó          | No clasificó          | No clasificó          | No clasificó          | No clasificó          | No clasificó          |
| 2019                  | No clasificó          | No clasificó          | No clasificó          | No clasificó          | No clasificó          | No clasificó          | No clasificó          |
| 2023                  | Descalificado         | Descalificado         | Descalificado         | Descalificado         | Descalificado         | Descalificado         | Descalificado         |
| Total                 | 0/10                  | -                     | -                     | -                     | -                     | -                     | -                     |